# گارسیا د اندن
گارسیا د اندن (انگلیسی: García de Andoin; ۲۲ مهٔ ۱۹۳۳ – ۴ فوریهٔ ۲۰۱۷) بازیکن فوتبال اهل اسپانیا بود.
از باشگاه‌هایی که در آن بازی کرده‌است می‌توان به باشگاه فوتبال دپورتیوو آلاوس و باشگاه فوتبال رایو وایکانو اشاره کرد.